# 4279 De Gasparis
4279 De Gasparis è un asteroide della fascia principale. Scoperto nel 1982, presenta un'orbita caratterizzata da un semiasse maggiore pari a 2,3643442 UA e da un'eccentricità di 0,2071979, inclinata di 4,27537° rispetto all'eclittica.
Fa parte della famiglia di asteroidi Erigone.
L'asteroide è dedicato all'astronomo italiano Annibale de Gasparis.